# Críquet en los Juegos del Pacífico 2019
El Críquet en los Juegos del Pacífico 2019 se llevó a cabo del 8 al 13 de julio en el Falaeta Oval Grounds en Apia, Samoa.

## Participantes
| Femenino: - Fiyi - Papúa Nueva Guinea - Samoa - Vanuatu | Masculino: - Nueva Caledonia - Papúa Nueva Guinea - Samoa - Vanuatu |

## Resultados
| Evento    | Oro                | Plata              | Bronce  |
| --------- | ------------------ | ------------------ | ------- |
| Masculino | Papúa Nueva Guinea | Vanuatu            | Samoa   |
| Femenino  | Samoa              | Papúa Nueva Guinea | Vanuatu |

## Medallero
| # | País               | Medalla de oro | Medalla de plata | Medalla de bronce | Total |
| - | ------------------ | -------------- | ---------------- | ----------------- | ----- |
| 1 | Papúa Nueva Guinea | 1              | 1                | 0                 | 2     |
| 2 | Samoa              | 1              | 0                | 1                 | 2     |
| 3 | Vanuatu            | 0              | 1                | 1                 | 2     |